# Asahi-ku (Osaka)
Asahi (旭区 Asahi-ku?) es un barrio de la ciudad de Osaka, en la prefectura de Osaka, Japón. En julio de 2019 tenía una población estimada de 90.825 habitantes y una densidad de población de 14.371 personas por km². Su área total es de 6,32 km².

## Demografía
Según datos del censo japonés, la población de Asahi ha disminuido en los últimos años.
| Año del censo | Población |
| ------------- | --------- |
| 1995          | 102.500   |
| 2000          | 99.231    |
| 2005          | 95.204    |
| 2010          | 92.455    |
| 2015          | 91.608    |